# National City
National City ist eine Stadt im San Diego County im US-Bundesstaat Kalifornien der Vereinigten Staaten.
Das U.S. Census Bureau hat bei der Volkszählung 2020 eine Einwohnerzahl von 56.173 ermittelt.
Das Stadtgebiet hat eine Größe von 23,9 km² und befindet sich an den Interstates 5 und 805 sowie der California State Route 54.

## Persönlichkeiten
Töchter und Söhne der Stadt:
- Raphael Robinson (1911–1995), mathematischer Logiker und Mathematiker
- John Baldessari (1931–2020), Konzeptkünstler
- Juan C. Vargas (* 1961), Politiker
- Andrew Phillip Cunanan (1969–1997), Mörder von Gianni Versace